# Gharoli
Gharoli é uma vila no distrito de East, no estado indiano de Deli.

## Demografia
Segundo o censo de 2001, Gharoli tinha uma população de 68 978 habitantes. Os indivíduos do sexo masculino constituem 56% da população e os do sexo feminino 44%. Gharoli tem uma taxa de literacia de 70%, superior à média nacional de 59,5%: a literacia no sexo masculino é de 75% e no sexo feminino é de 64%. Em Gharoli, 17% da população está abaixo dos 6 anos de idade.